# برعي محمد دفع الله
بُرَعِي محمد دَفَع الله  عازف وموسيقي وقائد أوركسترا سوداني  بارز.

## الميلاد
ولد برعي محمد دفع الله في عام  1929 م،  في  أم درمان بالسودان

## تعليمه
تلقى برعي تعليمه أولاً في المدارس القرآنية المعروفة باسم الخلاوي قريباً من داره في مسقط رأسه  ثم التحق بعدها بالمدارس النظامية.

## مشواره الفني
أكد برعى محمد دفع الله  في مقابلة أجرتها معه إذاعة وادي النيل بأن الغناء الدينى كان بمثابة  اللبنة الأولى في تكوينه الموسيقي. وتعلم  العزف على آلة العود وهو صغير في السن وكانت دار أهله  بحي الموردة في  أم درمان  قريبة من منازل فنانين  شقيقين مشهورين  بالحي  وهما التوم وإبراهيم عبد الجليل . وفي منتصف عام 1948 م، ظهر برعي محمد دفع الله  يعزف على آلة العود  في حفلات الزفاف  بالحي بشكل  لفت  إليه انظار المهتمين  بهذا الفن في السودان خاصة الفنانين المقيمين بالحي أمثال إبراهيم الكاشف  وعبد الدافع عثمان  وغيرهما 
وكانت بداية انطلاقه في عالم الموسيقى أغنية  «أحلام الحب» للشاعر محمد عبد الله الأمي التي قام بتلحينها ووضع موسيقاها  برعي للفنان عبد العزيز محمد داؤود . ثم توالى إنتاجه  من الأعمال الموسيقية. ليشمل اغنيات شهيرة  مثل أغنية  «عذارى الحي» «أريج نغمات الشمال» للفنان عبد العزيز محمد داؤود و الشاعر مبارك المغربي وأغنية «الوصية» للفنان محمد وردي ،  والشاعر إسماعيل حسن 
وانشودة «أعز مكان وطني السودان»  لإبراهيم عوض  .  ومن مقطوعاته الموسيقية الشهيرة  مقوطة  «جنى الماماو»  و «مارشال الحرية»  و«فرحة شعب».

## عمله
عمل برعي بالإذاعة السودانية في أم درمان  كعازف وموسيقار حيث ساهم بإنتاجه الموسيقي في تطوير ونشر  الموسيقى الغنائية السودانية وزاد من نشاط لجنة الموسيقى بالإذاعة ودورها في رفع مستوى الموسيقى والغناء من خلال التشجيع على إنتاج اغنيات جيدة تقوم على نص جيد ولحن مميز.
وخلال عمله بالإذاعة  شارك في  العديد من الرحلات الموسيقية للفنانين السودانيين في الخارج  وكان يقود الأوركسترا من خلال العزف على العود أثناء حفلاتهم.

## إنتاجه الموسيقي
كان برعي محمد دع الله يقوم بتلحين القصائد الغنائية للمغنين السودانيين ووضع موسيقاها  والتي شملت أغان لفنانين كبار لاقت رواجاً داخل السودان وخارجه . كما يقوم بتسجيل مقطوعات (معزوفات) موسيقية  خاصة به  والتي هي الأخرى لاقت نجاحا كبيراً ن حتى بلغ إنتاجه على مدى السنوات قدم أكثر من 350 عملاً في الموسيقى والتلحين منها حوالي 100 معزوفة موسيقيه سجلها في  عدد من الاذاعات العربية والإفريقية والعالمية الناطقة باللغة العربية من بينها اذاعة القسم العربي لهيئة الاذاعة البريطانية  واذاعة دوتشى فيلا  الألمانية.

## جوائزه
حاز برعي عام 1955 على جائزة روما للمقطوعات الموسيقية  بإيطاليا.

## الفنانون الذين تعاون معهم
قام برعي بتلحين العديد من القصائد الغنائية ووضع موسيقاها كما شارك في الأوكسترا المرافقة لبعضهم ومن بين هؤلاء المغنيين: 
- عبد العزيز محمد داؤود
- محمد وردي
- سيد خليفة
- إبراهيم عوض
- عثمان حسين
- عبد الدافع عثمان
- عبيد الطيب

## الأعمال الموسيقية
وتشمل المقطوعات المسجلة بالإذاعة والأغنيات التي قام بتلحينها ومن أشهر تلك الأعمال: 
- المروج الخضراء
- ينابيع المياه
- أجراس المعبد
- رمال توتي
- أجري يا نيل الحباة
- عهد الرشيد
- هليت يا عيد
- أحب مكان عندي السودان
- أنا إفريقي أنا سوداني
- هل أنت معي
- ليالي الخرطوم لاح الصباح
- قطار الشمال
- الوصية
- ملتقى النيلين
- أحب يا دنيا
- جمال دنيانا
- ليل وكأس وشفاه
- يا نديمي
- داك الصباح
- أيامنا
- عروس الرمال
- خرير الجدول
- ميدالية
- فرحة شعب
- ومقطوعة هنادي.

## وفاته
توفي برعي محمد دفع الله في أبريل / نيسان 1999 م